# Maxim Noreau
Maxim Noreau (Montréal, 24 maggio 1987) è un ex hockeista su ghiaccio canadese, giocava come difensore con l'HC Ambrì-Piotta nella LNA e gli Houston Aeros in AHL.

## Carriera
La carriera nell'hockey su ghiaccio per Maxime Noreau prese il via presso i Victoriaville Tigres, formazione della Quebec Major Junior Hockey League, con la quale disputò tre stagioni, ricoprendo nell'ultima il ruolo di capitano.
Senza essere mai stato scelto al draft, il 22 maggio 2008, Noreau firmò un contratto da free agent valido per tre anni con i Minnesota Wild. Trascorse la maggior parte della stagione 2009-10 con i Houston Aeros, formazione affiliata nella American Hockey League. Nei 76 incontri disputati della stagione regolare egli mise a segno 52 punti, guadagnando così la nomina all'AHL Second All-Star Team. Noreau fece il proprio debutto nella National Hockey League l'8 aprile 2010 con la maglia dei Minnesota Wild, in un match contro i Dallas Stars.
Nel corso della stagione 2011-11 Noreau giocò 76 partite a Houston, guadagnandosi la nomination al First All-Star Team, mentre in NHL disputò 5 partite nel mese di aprile. Maxim Noreau il 16 giugno 2011 fu ceduto dai Wild ai New Jersey Devils in cambio di David McIntyre.
Poche settimane dopo, il 31 luglio, l'HC Ambrì-Piotta ufficializzò l'ingaggio per una stagione del difensore canadese, richiesto dall'allenatore Kevin Constantine che lo aveva già avuto ad Houston. Il 6 novembre 2011 fu ufficializzato il prolungamento del suo contratto con la squadra svizzera fino al termine della stagione 2014-15. Al termine della stagione 2011-2012 Noreau fu premiato come miglior difensore della LNA e inserito nell'All-Star Team. Nel mese di dicembre fu convocato dal Team Canada conquistando la Coppa Spengler 2012.
Nel luglio del 2014 fece ritorno in NHL con un contratto biennale one-way con i Colorado Avalanche. Dopo aver giocato per due stagioni nelle formazioni affiliate in AHL Noreau nel 2016 tornò in Svizzera ingaggiato dal SC Bern.

## Palmarès

### Club
- Coppa Spengler: 1

Team Canada: 2012
- Campionato svizzero: 1

Berna: 2016-2017

### Individuale
- American Hockey League:

First All-Star Team: 2010-2011
Second All-Star Team: 2009-2010
AHL All-Star Classic: 2010, 2011
- Lega Nazionale A:

All-Star Team: 2011-2012
Miglior difensore: 2011-2012